# Себастиан Мюнстер
Себастиан Мюнстер (20 януари 1488 – 26 май 1552)  е немски картограф и космограф.
Той също е християнски учен хебраист и е преподавал като професор в университета в Базел. Неговият добре известен труд, изключително точната за времето си карта на света, Cosmographia, се продава добре и преминава през 24 издания. Влиянието ѝ е широко разпространено чрез отпечатъци, изработени от различни художници. 

## Биография
Мюнстер е роден в Ингелхайм, близо до Майнц, син на Андреас Мюнстер. Неговите родители и предци са земеделци.  
През 1505 г. постъпва във францисканския орден. Четири години по-късно постъпва в манастир, където става ученик на Конрад Пеликан за пет години.  Мюнстер завършва обучението си в университета в Тюбинген през 1518 г. Ръководител на дипломната му теза е Йоханес Щьофлер. 
Напуска францисканците и отива в Лутеранската църква, за да приеме назначение в доминирания от калвинизма Базелски университет през 1529 г.  Той отдавна имал интерес към лутеранството и по време на Германската селска война е бил многократно атакуван като монах.  Професор по иврит и ученик на Елиас Левита, той редактира еврейската Библия (2 тома, Базел, 1534 – 1535), придружена от латински превод и голям брой анотации. Той първият германец, издал еврейската Библия.
Мюнстер публикува няколко граматики на иврит и е първият, който подготвя Grammatica Chaldaica (Базел, 1527 г.). Лексикографските му трудове включват Dictionarium Chaldaicum (1527) и Dictionarium trilingue – триезичен речник за латински, гръцки и иврит през 1530 г.
През 1536 г. издава Mappa Europae (карта на Европа). През 1537 г. публикува равински превод на Евангелието от Матей на иврит, който е получил от испанските конверси. През 1540 г. публикува на латински Географията на Клавдий Птолемей с илюстрации. По-късното издание от 1550 г. съдържа градове, портрети и костюми. Тези издания, отпечатани в Германия, са най-ценните екземпляри от това произведение. Следват Horologiographia (трактат за конструиране на слънчеви часовници, Базел, 1531) и Organum Uranicum (трактат за движенията на планетите, 1536).
Умира в Базел от чума през 1552 г. Надгробната му плоча го описва като Ездра и Страбон на германския народ.

## Космография
Книгата на Мюнстер Космография от 1544 г. е най-ранното описание на света на немски език. Има множество издания на различни езици, включително латински, френски, италиански, английски и дори чешки. Космографията е едно от най-успешните и популярни произведения на XVI век. Претърпяла е 24 издания за 100 години. Този успех се дължи на завладяващите илюстрации, направени по метода на ксилографията (дърворезба) (някои от тях са на Ханс Холбайн Млади, Урс Граф, Ханс Рудолф Мануел Дойч и Дейвид Кандел). Освен това тя е сред първите издания, които въвеждат отделни карти за всеки от четирите известни тогава континента – Америка, Африка, Азия и Европа. 
Съдържа шест книги:
Книга I: Астрономия, математика, физическа география, картография
Книга II: Англия, Шотландия, Ирландия, Испания, Франция, Белгия, Нидерландия, Люксембург, Савой, Трир, Италия
Книга III: Германия, Елзас, Швейцария, Австрия, Карниола, Истрия, Бохемия, Моравия, Силезия, Померания, Прусия, Ливония
Книга IV: Дания, Норвегия, Швеция, Финландия, Исландия, Унгария, Полша, Литва, Русия, Млахия, Босна, България, Сърбия, Гърция, Турция
Книга V: Мала Азия, Кипър, Армения, Палестина, Арабия, Персия, Централна Азия, Афганистан, Скития, Тартария, Индия, Цейлон, Бирма, Китай, Източни Индии, Мадагаскар, Занзибар, Америка
Книга VI: Мавритания, Тунис, Либия, Егихет, Сенегал, Гамбия, Мали, Южна Африка, Източна Африка
Изданието изиграва важна роля за съживяването на географията в Европа през XVI век. Последното немско издание е публикувано през 1628 г., много след смъртта на Мюнстер.

## Галерия
Съществуват портрети на Мюнстер с масло върху платно, дърворезби или медни гравюри на Ханс Холбайн Млади (Базел, ок. 1530 г.), Вилем де Хаен (1615 г.), като ректор на Базелския университет (от Кристоф Амбергер, около 1547 г.). Изобразен е и върху банкнотата от 100 DM, използвана от 1962 до 1991 г.
- Статуя на Мюнстер пред църквата St. Remigius, Ингелхайм
- Корица на първото издание на Cosmographia
- Родният му Ингелхайм в Cosmographia
- Портрет на Мюнстер в изданието от 1628 г.
- Novae lnsulae XXVI Nova Tabula (1552)
- Tabula Novarum Insularum, 1540
- Картата Europa regina в Cosmographia, 1570.